# Avanzada
La Avanzada es un género musical creado en la década de 1970 por el compositor paraguayo Oscar Nelson Safuán. El estilo tuvo su origen en la fusión de los géneros musicales paraguayos: la polka paraguaya y la guarania, con influencias de la música popular brasileña, y con la incorporación de instrumentos electrónicos.

## Historia
Su autor la presenta de la siguiente manera: «...no es ni Polca, ni Guarania. Es un nuevo ritmo generado por ambos, y que (como el niño) tiene vida y luz propia». 
En 1977 se presentó la primera composición en este género, la canción llamada: Tema paraguayo. Posteriormente, Safuán compuso y grabó otras canciones que también se hicieron populares; a la par, fueron surgiendo nuevos compositores e intérpretes como los arpistas Francisco Giménez y Luis Bordón.
Desde sus inicios este estilo musical contó con el apoyo de algunos músicos, pero también con el rechazo de los más tradicionalistas.
La avanzada, se habría originado a raíz de la intención de su creador de modernizar la música popular paraguaya, logrando con el tiempo una interesante renovación a la misma.
Las composiciones más conocidas de este género son obra de su mismo creador Óscar Safuán: Nacionales N° 1, Nacionales N° 2, Avanzada, Tema paraguayo y Paraguay 80; junto a otras del arpista Bordón.

## Compositores destacados
- Óscar Nelson Safuán
- Papi Galán
- Luis Bordón
- Vicente Castillo
- Francisco Giménez